# Erichsenia uncinata
Erichsenia uncinata är en ärtväxtart som beskrevs av William Botting Hemsley. Erichsenia uncinata ingår i släktet Erichsenia och familjen ärtväxter. Inga underarter finns listade i Catalogue of Life.